# Ryszard Rachwał
Ryszard Andrzej Rachwał (ur. 1 stycznia 1939 w Rzeszowie, zm. 7 października 2019 w Mielcu) – polski piłkarz występujący na pozycji stopera, rozgrywającego i napastnika, zawodnik Resovii i Stali Mielec, trener. Mistrz Polski ze Stalą.

## Przebieg kariery
Rachwał grę w piłkę rozpoczął w Resovii, która w 1955 uzyskała awans z klasy A do III ligi. Rachwał włączony do kadry pierwszego zespołu został w 1956 i występował w nim na trzecim poziomie rozgrywkowym jako środkowy pomocnik, a następnie środkowy obrońca do końca sezonu 1960/1961. Był dobrze zbudowanym zawodnikiem o mocnym strzale, stosującym często ostrą grę. Nosił pseudonim „Misiu”. W barwach Resovii zdobył w spotkaniach ligowych piętnaście bramek, z czego dziesięć w swoim ostatnim sezonie w tym klubie. Przed rozpoczęciem nowych rozgrywek latem 1961 został ukarany przez klub roczną dyskwalifikacją za „niegodne miana prawdziwego sportowca zachowanie się podczas meczu, rozmyślną taktykę szkodzenia macierzystemu klubowi i lekceważący stosunek do klubu i kierownictwa sekcji”.
W lutym 1962 został zawodnikiem pierwszoligowej Stali Mielec. Tu również początkowo grał w środku pola, aby następnie zostać przesuniętym na pozycję stopera. Z drużyną spadł z ekstraklasy do drugiej, a następnie trzeciej ligi, by w kolejnych latach powrócić do elity. Przez pewien czas występował jedynie w klubowych rezerwach. Bywał kapitanem drużyny, podczas gry tracił mało piłek i miał wysoką skuteczność podań, zarzucano mu jednak lenistwo, asekuranctwo w grze i unikanie brania na siebie odpowiedzialności. Był jedynym zawodnikiem występującym w mieleckim zespole podczas jego pierwszego (1961–1962) i drugiego (od 1970) pobytu w najwyższej lidze. W barwach Stali Rachwał rozegrał łącznie 257 oficjalnych spotkań, z czego 227 ligowych (53 w I lidze, 130 w II lidze, 44 w III lidze), 20 w Pucharze Polski (19 w krajowym, jeden w okręgowym) oraz dziesięć w Pucharze Intertoto. Ostatnie mecze ligowe rozegrał jesienią 1972, dzięki czemu został mistrzem Polski za sezon 1972/1973.
W 1970 ukończył AWF w Warszawie, uzyskując tytuły magistra sportu i trenera II klasy piłki nożnej. Po zakończeniu kariery zawodniczej pracował przez kilka lat jako trener w lokalnych podmieleckich klubach, a następnie wyemigrował wraz z rodziną do Kanady, gdzie mieszkał przez kilkadziesiąt lat. Po śmierci żony wrócił pod koniec swojego życia do Mielca, gdzie zmarł w wieku 80 lat i gdzie został pochowany.

## Statystyki ligowe
| Klub        | Sezon   | Liga          | Liga  | Liga   |
| Klub        | Sezon   | Liga          | Mecze | Bramki |
| ----------- | ------- | ------------- | ----- | ------ |
| Resovia     | 1956    | III liga      | ?     | 0      |
| Resovia     | 1957    | III liga      | ?     | 2      |
| Resovia     | 1958    | III liga      | ?     | 0      |
| Resovia     | 1959    | Liga okręgowa | ?     | 2      |
| Resovia     | 1960    | Liga okręgowa | ?     | 1      |
| Resovia     | 1960/61 | Liga okręgowa | ?     | 10     |
| Resovia     | Ogólnie | Ogólnie       | ?     | 15     |
| Stal Mielec | 1962    | I liga        | 10    | 0      |
| Stal Mielec | 1970/71 | I liga        | 22    | 0      |
| Stal Mielec | 1971/72 | I liga        | 18    | 0      |
| Stal Mielec | 1972/73 | I liga        | 3     | 0      |
| Stal Mielec | Ogólnie | Ogólnie       | 53    | 0      |

## Sukcesy
Stal Mielec
- I liga Mistrz: 1972/1973
- Puchar Intertoto Zwycięstwo[a]: 1972